# Uljanovsk oblast
Uljanovsk oblast (russisk: Ульяновская область, tr. Uljanovskaja oblast) er en af 46 oblaster i Den Russiske Føderation. Oblasten har et areal på 37.181 km² og 1.172.782 (2024) indbyggere. Det administrative center i oblasten er placeret i byen Uljanovsk (russisk: Ульяновск), der med sine 613.334 (2023) indbyggere er oblastens største by. Den næststørste by i oblasten er Dimitrovgrad (russisk: Димитровград) med 108.073 (2025) indbyggere. Uljanovsk oblast ligger i Volgas føderale distrikt.

## Geografi
Oblasten er beliggende i den nordlige del af Østeuropæiske Slette i den europæiske del af Rusland, i den nordlige del af Volgaregion.
Den vestlige del af oblasten er præget af højene på Volgaplateauet med højder på op til 358 moh. Øst for Volga er oblasten et udpræget steppelandskab. En fjerdedel af oblastens område er dækket med løvfældende skove; resten er stepper og enge. Vådområder dækker omkring 6% af oblastens.

### Grænser
Uljanovsk oblast grænser op til Republikken Tjuvasjien mod nord, den Republikken Tatarstan mod nordøst, Samara oblast mod øst, Saratov oblast mod syd, Pensa oblast mod vest og Republikken Mordovija mod nordvest.

### Klima
Uljanovsk oblast har et moderat fastlandsklima med store temperaturforskelle. Den gennemsnitlige temperatur i juli er +19 °C og i januar -11 °C. Som vejrsystemer bevæger sig ind og ud af området, ændre gennemsnitlige daglige temperaturer ofte mere end 25 °C i løbet af få dage. Fast snedække er typisk til stede fra november til begyndelsen af april. Nattefrost forekommer indtil slutningen af maj, hvilket begrænser landbruget til kulde-resistente planter såsom rug og vinterhvede. Den årlige nedbør er på 400 mm.